# 約翰三世 (薩克森-勞恩堡)
約翰三世 (1330年代中期 – 1356年)，薩克森-勞恩堡公爵，阿爾布雷希特四世與妻子施威林伯爵岡策林六世的女兒施威林的碧雅特的長子。
約翰三世於1343年繼承他的父親為薩克森-貝格多夫-默爾恩公爵，是薩克森-勞恩堡公國的一個分支。約翰三世在沒有繼承人的情況下去世，由他的弟弟阿爾布雷希特五世繼承爵位。